# Justin Goldner
Justin Goldner é um produtor, compositor, arranjador e músico americano de Nova Iorque, originalmente da Filadélfia, Pensilvânia.
Tem sido parte de projectos premiados dos Grammy, Grammy Latino e Tony (Dear Evan Hansen), bem como no filmes O Rei do Show, Spirited, e Lyle, Lyle, Crocodile. Ele é colaborador frequente nos projects de Pasek e Paul e do Jason Robert Brown, incluindo no musical da Broadway The Bridges of Madison County.
Goldner foi reconhecido por tocar com o Sting no Carnegie Hall e ao vivo no Christmas at Rockefeller Center da NBC, e também por tocar com o Ben Platt pra os prêmios Grammy de 2018 no Madison Square Garden. Também aparece no concerto do Platt Live from Radio City Music Hall na Netflix.
Como produtor musical e compositor, Goldner se conhece por usar texturas acústicas e eletrônicas. Desde 2009, fez dois álbuns como produtor e líder de banda de Grace McLean & Them Apples, combinando  técnicas de loop vocal com instrumentos orgânicos. Apresentações sucessivas na série "American Songbook" do Lincoln Center em 2015 e 2016 foram reconhecidas no New York Times, quando o Stephen Holden escreveu: “Na tradição de Bobby McFerrin, [Grace McLean] é uma bruxa sônica que multiplica a voz dela em loops eletrônicos que podem transformar uma cantora em um coro e seção de ritmo. [...] Os eletrônicos entraram e saíram de arranjos polirrítmicos de jazz e swing, concebidos principalmente por o Justin Goldner, diretor musical e baixista dela.”
Outros produções notáveis são o disco Saint Adeline por o trio folk-pop do mesmo nome, Bubble Boy por Cinco Paul e Ken Daurio, e "Destiny", canção no Hasbro álbum de Jem & The Holograms.

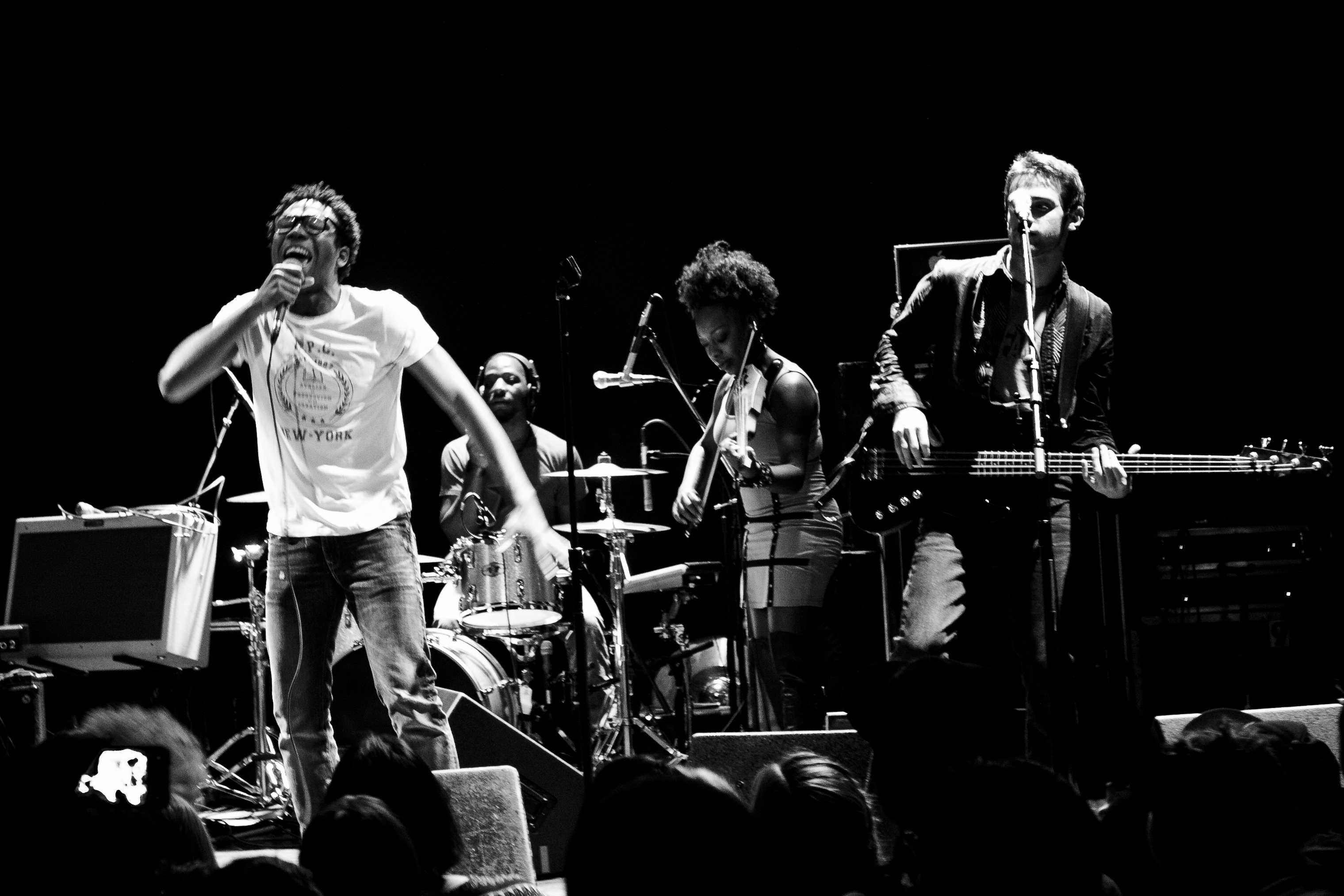
Goldner no palco com Childish Gambino no Bowery Ballroom em Nova York

Goldner participou no desenvolvimento do filme The Greatest Showman, assim como do musical Dear Evan Hansen. Tem feito apresentações também com o Ricky Martin, Macy Gray, Tori Kelly, Donald Glover, Shawn Mendes, Ledisi, Bruce Springsteen, James Taylor, Natasha Bedingfield, Idina Menzel, Jordin Sparks, Aloe Blacc, Renée Fleming, Max Martin, Ludwig Goransson, Ariana DeBose, Stephen Sondheim, Lin-Manuel Miranda, Alan Menken, Chris Thile, Matisyahu, Amanda Brown, Steve Martin, John Turturro, Allison Williams, Jane Monheit, Jesse McCartney, Emily Kinney, Audra McDonald, Jeremy Jordan, Cynthia Erivo, Milck, Lolo, Grace Weber, Elle Varner, Lawrence, e a mentor dele, Meshell Ndegeocello.
Ele também se apresentou na música clássica com o Chelsea Symphony e o Teatro Graticello, e executou eletrônica ao vivo com o grupo acústico 9 Horses. Goldner também é conhecido por colaborar com artistas globais, incluindo compositores do Bollywood Shankar Mahadevan e Vishal Bhardwaj, a vocalista / trompetista venezuelana vencedora do Grammy Latino Linda Briceño e com a banda de rock cubana Del Exilio.  No 2014, fez turnê no Brasil com a banda Clinton Curtis, fazendo apresentações e colaborações com artistas brasileiras em varias cidades com o apoio da embaixada e consulados dos EUA no Brasil.

## Discografia

### Produção e composição[17]
- Grace McLean – "Albertine", "My Lovely Enemy", "Reckless", "Everybody Loves" (2023-24)[18]
- Tori Kelly – "Waving Through a Window" (2021)
- Ariana DeBose – "Shall We Dance" (2021)
- Anne of Green Gables: A New Musical (2020)[19]
- Drew Gasparini – We Aren't Kids Anymore (2020)[20]
- Mike Tedesco – Hardly Recognizable (2019)
- Hey Guy – "Stereo" (2019)
- Neisha Grace ft. Natalie Weiss – "Lovestruck" (2018)
- Jared Saltiel – Out of Clay (2018)
- 9 Horses – "The Water Understands" (2017)
- Gay Card [Original Studio Cast Recording] (2017)
- Cinco Paul – Bubble Boy [Original Cast Recording] (2017)
- Alice J Lee – "In Love With Drew", "Trouble" (2016)
- Janet Krupin – Hipster Pinup (2016)
- Saint Adeline – Saint Adeline (2016)
- Barnaby Bright – "Destiny" (released on Truly Outrageous: A Tribute to Starlight Records, 2015)
- Grace McLean & Them Apples – Natural Disaster (2015)
- Bri Arden – All The Above (2014)
- Abby Bernstein – Talk in Tongues (2012)
- Ryan Amador – Symptoms of a Wide-Eyed Being (2012)
- Grace McLean & Them Apples – Make Me Breakfast (2012)
- Carrie Manolakos – Echo (2012)
- Shaina Taub – What Otters Do (2011)

### Como intérprete[17]
- Hazbin Hotel (Trilha Sonora Original) (2024)
- Spirited (Trilha Sonora) (2022)[21]
- Lyle Lyle Crocodile (Trilha Sonora) (2022)[12]
- Dear Evan Hansen (Trilha Sonora) (2021)
- 9 Horses – Omegah (2021)
- Janita – Here Be Dragons (2021)[22]
- Ben Platt – Sing To Me Instead: Deluxe Edition (2020)
- Georgia Stitt – A Quiet Revolution (2020)[23]
- Kathryn Allison – Something Real (2019)
- Linda Briceño – 11 (Ella Bric & the Hidden Figures) (2018)
- Jason Robert Brown – How We React and How We Recover (2018)
- Tim Kubart – Building Blocks (2018)
- Celia Woodsmith – Cast Iron Shoes (2018)
- Dear Evan Hansen (Original Broadway Cast Recording) (2017)
- The Greatest Showman (Original Motion Picture Soundtrack) (2017)
- J3PO – Memory (2017)
- Jon Epcar – Morning Drone (2017)
- Clinton Curtis – Getaway Car (2016)
- Dillon Kondor – Hostage (2016)
- Jihae – Illusion of You (2015)
- The Bridges of Madison County (Original Broadway Cast Recording) (2014)
- Del Exilio – Panamericano (2013)
- Kerrigan/Lowermilk Live (2013)
- Nick Blaemire & The Hustle (2012)
- Drew Gasparini – I Could Use A Drink (2012)

## Orquestração e arranjos
- Bhangin It (Sam Willmott)[24]
- Karate Kid (Drew Gasparini)[25]
- Bubble Boy (Cinco Paul & Ken Daurio)[26]
- The Louder We Get (Colleen Dauncey & Akiva Romer-Segal)[27]
- Anne of Green Gables (Matte O'Brien & Matt Vinson)[28]
- Deathless (Zack Zadek)[29]
- It's Kind of a Funny Story (Drew Gasparini)[30]
- The Space Between Us[11]
- The Daughters (Shaina Taub)[31]
- We Aren't Kids Anymore (Drew Gasparini)[20]